# イシュトヴァン・ケルテス
イシュトヴァン・ケルテス（Istvan Kertesz, 1929年8月28日 - 1973年4月16日）は、ハンガリー生まれの指揮者である。ハンガリー式の表記ではケルテース・イシュトヴァーン（Kertész István）。

## 略歴
ハンガリー王国のブダペストで生まれ、同地のフェレンツ・リスト音楽院でゾルタン・コダーイ他に学んだ。1955年からブダペスト国立歌劇場の指揮者となる。1956年、ハンガリー動乱の時、ジョルジュ・シフラと共に西側に亡命した。その後アウクスブルク国立歌劇場、ベルリン・フィルハーモニー管弦楽団などを指揮し、1965年から1968年までロンドン交響楽団の首席指揮者を務めた。日本にも客演したことがあり、日本フィルハーモニー交響楽団を指揮した1968年の演奏記録が残っている。
1973年4月、イスラエル・フィルハーモニー管弦楽団に客演した折、イスラエルのテルアビブの海岸で遊泳中、高波にさらわれ溺死した。43歳没。

## 死後

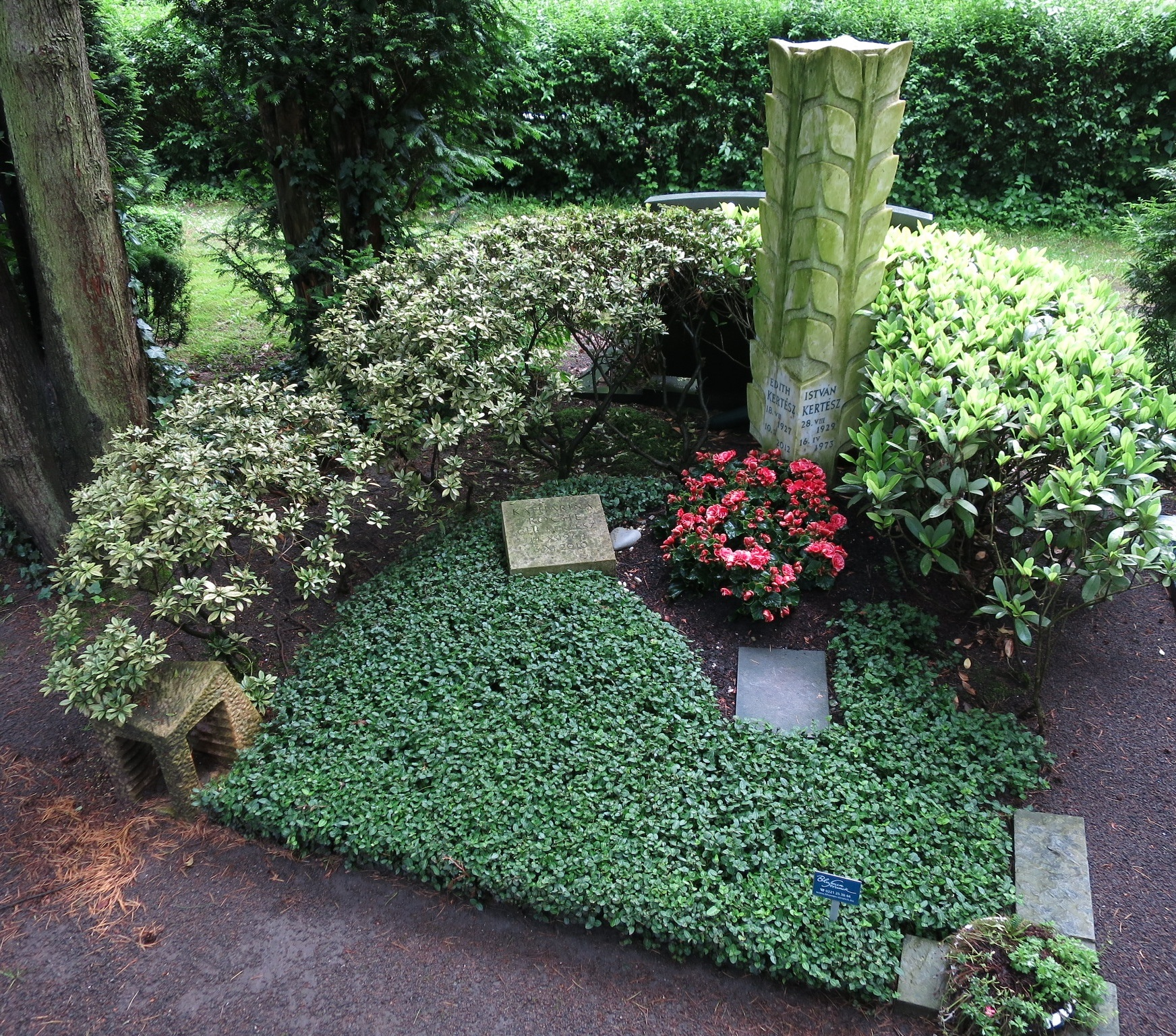
ケルテスの墓

1973年よりバンベルク交響楽団の首席指揮者の就任も決まっていたが、果たせなかった。 
オーケストラの団員からの信頼は絶大であったという。ロンドン交響楽団の音楽監督解任も、聴衆が集まらなかったことが原因であった。また、ジョージ・セル亡き後のクリーヴランド管弦楽団の音楽監督として楽員選挙で選ばれたが、運営サイドは最終的にロリン・マゼールを選んだ。
突然の死により、曲の一部が未収録で終わったウィーン・フィルハーモニー管弦楽団との『ハイドンの主題による変奏曲』は、ウィーン・フィルが追悼の意を込めて、その部分を「指揮者なし」で演奏し、レコーディングを完了させた。またブラームスの交響曲全集作成のために、交響曲第2番もウィーン・フィルと再録音が予定されていたが、果たせなかった。